# Tim Krabbé
Tim Krabbé (Amsterdã, 13 de abril de 1943) é um jornalista e novelista holandês.

## Biografia
Sua escrita tem feito parte da maioria dos principais jornais da Holanda. Ele é conhecido pelos leitores holandeses por sua novela De Renner (O ciclista), lançada em 1978. Os leitores da língua inglesa o conhecem primariamente pela obra  The Vanishing, a tradução de sua novela de 1984 Het Gouden Ei (O ovo dourado), que se tornou um aclamado filme holandês de 1988 para o qual Krabbé co-escreveu o roteiro. Um mal-recebido remake foi feito em 1993. Em 2009, ele escreveu um livro para a "Boekenweek", chamado de Een Tafel vol Vlinders.
Também um ex-competidor de xadrez, Krabbé é renomado por seus escritos sobre o assunto e mantém um website de xadrez. Krabbé uma vez realizou um desafio de xadrez no qual se destacava o Roque verticalmente, antes que essa jogada fosse especificamente proibida. Seu rating ELO na FIDE é 2274..
Seu pai foi o pintor Maarten Krabbé (1908 - 2005). Ele é irmão do ator Jeroen Krabbé e do designer de multimidia Mirko Krabbé, além de tio de Martijn Krabbé, uma personalidade dos meios de comunicação holandeses.